# Nøgne Ø

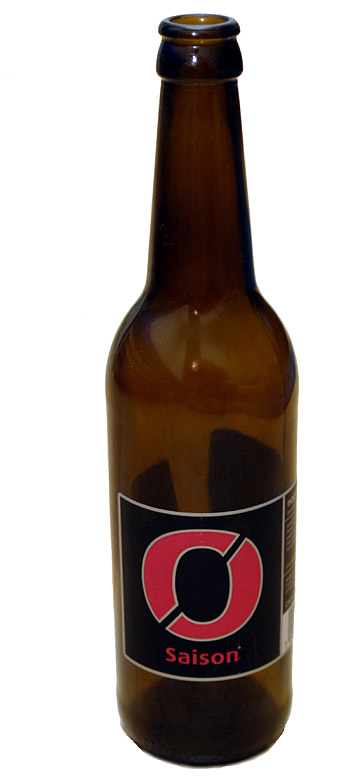
Nøgne Ø Saison

Nøgne Ø je norský pivovar sídlící ve městě Grimstad, který v roce 2002 založili Gunnar Wiig a Kjetil Jikiun.
Nøgne Ø je norský název, znamenající „Holý ostrov“, který byl vybrán z básně z 19. století od Henrika Ibsena. Produkce pivovaru vzrostla z 300 hl v roce 2003 na odhadovanou produkci 20 000 hl v roce 2015. Vyrábí více než 30 různých druhů piv. Pivovar vyváží přibližně 50 % své produkce do Dánska, Švédska, Finska, Belgie, Nizozemí, Itálie, Španělska, USA, Kanady, Austrálie a Japonska, k sehnání jsou jeho piva i v České republice. Bývá uváděn mezi stovkou nejlepších pivovarů na světě.

## Portfolio pivovaru

### Stálá piva
- #100
- Amber Ale
- Bitter
- Blonde
- Brown Ale
- Brun
- Dobbel IPA
- Havre Stout
- Imperial Stout
- Imperial Brown Ale
- India Pale Ale
- Pale Ale
- Porter
- Saison
- Wit
- Dugges Sahti

### Speciály
- Dark Horizon 1st edition ( 2007)
- Dark Horizon 2nd edition ( 2008)
- Special Holiday Ale (2009)
- Julesnadder
- Winter Ale
- Julenatt (2004–2006)
- Peculiar Yule (Underlig Jul)
- God Påske
- Trippel (2003–2004)
- Weiss (2003)
- Beyond the Pale Ale (2006)
- Kos på Groos (2008)
- Le Vanilla Framboise Porter
- Sunturnbrew
- Tangerine Dream (2008)
- Tiger Tripel
- Tyttebær
- Ut På Tur (2008)
- Weiss (2003)